# Neuvic (Dordogne)
Neuvic – miejscowość i gmina we Francji, w regionie Nowa Akwitania, w departamencie Dordogne.
Według danych na rok 1990 gminę zamieszkiwało 2737 osób, a gęstość zaludnienia wynosiła 106 osób/km² (wśród 2290 gmin Akwitanii Neuvic plasuje się na 161. miejscu pod względem liczby ludności, natomiast pod względem powierzchni na miejscu 356.).